# 1820.
◄ | 18. stoljeće | 19. stoljeće | 20. stoljeće | ►
◄ | 1790-ih | 1800-ih | 1810-ih | 1820-ih | 1830-ih | 1840-ih | 1850-ih | ►
◄◄ | ◄ | 1817. | 1818. | 1819. | 1820. | 1821. | 1822. | 1823. | ► | ►►
Arhitektura • Astronomija • Biologija • Glazba • Kazalište • Kemija • Kiparstvo • Knjige • Književnost • Kršćanstvo • Meteorologija • Medicina • Politika • Pravo • Promet • Slikarstvo • Šport • Znanost

## Događaji
- 25. rujna – Francuski fizičar André-Marie Ampère otkrio je zakon (Amperov zakon) o linearnim tokovima električne struje, prema kojem se dva paralelna vodiča privlače kad kroz njih teče istosmjerna struja, a odbijaju kad su struje protivne. Njegovo otkriće omogućilo je razvoj magneta.

## Rođenja
- Friedrich Engels Harriet Tubman, američka crnačka aktivistica († 1913.)
- 17. siječnja – Anne Brontë, engleska književnica, autorica djela Stanarka napuštene kuće († 1849.)
- 15. veljače – Susan B. Anthony, američka aktivistica za pravo glasa žena († 1906.)
- 14. travnja – Juraj Fridecki, svećenik i pisac gradišćanskih Hrvata († 1887.)
- 27. travnja – Herbert Spencer, britanski filozof i jedan od utemeljitelja sociologije († 1903.)
- 15. svibnja – Florence Nightingale, engleska bolničarka († 1910.)
- 17. svibnja – Sergej Solovjov, ruski povjesničar († 1879.)
- 28. rujna – Friedrich Engels, njemački sociolog, filozof i revolucionar († 1895.)
- 6. listopada – Jenny Lind, švedska operna pjevačica († 1887.)
- 23. listopada – Štefan Selmar, slovenski pisac, prevoditelj i katolički svećenik († 1877.)

## Smrti
- 13. kolovoza – Antun Vranić hrvatski pisac i prevoditelj (* 1764.)

## Vanjske poveznice
|  | Zajednički poslužitelj ima još gradiva o temi 1820. |